# 세바스토폴의 행정 구역

세바스토폴의 행정 구역:
가가린스키 구
레닌스키 구
나히모프 구
발라클라바 구

2014년 크림 위기 이래로 크림반도 서남부의 자치 도시인 세바스토폴은 러시아와 우크라이나 간의 분쟁 지역이 되어 있으며, 현재 러시아 측이 실효 지배 중이다. 다음은 러시아령 세바스토폴 연방시 또는 우크라이나령 세바스토폴 특별시의 행정 구역이다.
- 발라클랍스키군/발라클라바구 (Балаклавский)
  - 발라클라바
  - 인케르만
- 가가린스키군/가가린구 (Гагаринский)
- 레닌스키군/레닌구 (Ленинский)
- 나히몹스키군/나히모우구 (Нахимовский)